# The Addams Family (televisieserie uit 1992)
The Addams Family is een Amerikaanse animatieserie gebaseerd op de gelijknamige fictieve familie bedacht door Charles Addams. Het is de tweede animatieserie gebaseerd op Charles Addams’ creatie, en de derde serie in totaal.
De serie werd gemaakt naar aanleiding van het succes van de eerste Addams Family-film en werd tussen 1992 en 1995 uitgezonden op de Amerikaanse zender ABC. In Nederland was de tekenfilmserie te zien op Cartoon Network. Oorspronkelijk liep de serie t/m 6 november 1993 met een totaal van 22 afleveringen, maar deze afleveringen werden t/m 1995 meerdere malen uitgezonden.

## Verhaal
De serie draait net als de vorige twee series om de fictieve Addams Family. In tegenstelling tot de eerste animatieserie woonden de Addams in deze serie weer gewoon in hun landhuis.
Voor de personages werden nieuwe artistieke modellen gebruikt in plaats van de tekeningen gebaseerd op de originele strips van Charles Addams.
In de serie was Neef Itt een geheime agent voor de overheid genaamd "Agent Double-O Itt". Pugsley en Wednesday waren in de serie een mix van hun personages uit de originele serie en die uit de films; Pugsley was Wednesday’s hulpje maar had af en toe nog wel geniale ideeën. Wednesday zag eruit als haar vrolijke onschuldige personage uit de originele serie, maar haar gedrag was meer zoals in de films.

## Rolverdeling
John Astin, de acteur die in de originele televisieserie de rol van Gomez Addams vertolkte, deed ook de stem van dit personage in deze serie. Daarmee was hij de enige van de originele cast die meewerkte aan deze animatieserie.
- John Astin – Gomez Addams
- Nancy Linari – Morticia Addams
- Jeannie Elias – Pugsley Addams
- Debi Derryberry – Wednesday Addams
- Rip Taylor – Fester Addams
- Carol Channing – Oma Addams
- Jim Cummings – Lurch
- Pat Fraley – Neef Itt

## Afleveringen
De serie bestond uit twee seizoenen: een van 13 afleveringen en een van 9 afleveringen. In het eerste seizoen werden veel afleveringen niet in chronologische volgorde uitgezonden.